# Listă de fotografi - I
|  | Listă de fotografi - I \| Liste alfabetice de fotografi A - Ă - Â - B - C - D - E - F - G - H - I - Î - J - K - L - M - N - O - P - Q - R - S - Ș - T - Ț - U - V - W - X - Y - Z - |

## Fotografi - I
| - Igaszag, Radu - Ilfoveanu, Nicu - Ioan Nicolae - Ioan-Valentin Ionita | - Iooss, Walter - Irvine, Edith | - Isenring, Johann Baptist - Ishimoto, Yasuhiro |  |